# Andrzej Bogusz
Andrzej Bogusz (ur. 14 maja 1943 w Turze k. Złoczowa) – polski aktor teatralny, filmowy i dubbingowy, także reżyser dubbingu.
W 1969 ukończył studia na PWST w Krakowie. Reżyser dubbingu i aktor urodził się w Turze k. Złoczowa.

## Filmografia
- 2000: Prymas. Trzy lata z tysiąca – ksiądz Goździkiewicz, sekretarz prymasa
- 1986: Kolega pana Boga
- 1980: Krab i Joanna – Maciek, członek załogi „Delfina” (niewymieniony w czołówce)
- 1975: Kazimierz Wielki

### Gościnnie
- 2003: Profesorski spór (odc. 161) Na dobre i na złe – Michał Niedzielski, przyjaciel ojca Zosi Stankiewicz
- 2002: Sądny dzień (odc. 118) Na dobre i na złe – sędzia
- 1997: Trzecie kłamstwo (odc. 18) Dom

## Polski dubbing
- 2008: Bunio i Kimba
- 2007: Hallo, tu Hania!
- 2007: Mój przyjaciel królik
- 2005–2007: Pocoyo
- 2004: Troskliwe misie – Podróż do krainy Chichotów – Strażnik
- 2004: Koszmarny Karolek
- 2004: Lilli czarodziejka – Wiking (odc. 10)
- 2003: Małgosia i buciki
- 2002: Balto II: Wilcza wyprawa –
  - Myśliwy,
  - Nuk
- 2002: Król Maciuś Pierwszy
- 2002: Lilo i Stich – Kapitan Gantu
- 2001: Czarodziejskie święta Franklina – Tata Babci Żółw
- 2001: Andzia
- 2000–2001: Tata lew
- 2000: Franklin i zielony rycerz
- 1994: Królestwo Zielonej Polany
- 1992–1994: Mała Syrenka – Krab Louie
- 1990–1991: Muminki – Buka, Czarna pantera
- 1989–1993: Owocowe ludki
- 1988: Denver, ostatni dinozaur –
  - Grab, jeden z łowców krokodyli
  - nauczyciel w liceum  Heather
  - operator Chucka Logana
- 1985–1991: Gumisie – Tami
- 1981–1982: Ulisses 31
- 1980: Mały rycerz El Cid
- 1978: Władca Pierścieni – Drzewiec
- 1976: Pinokio
- 1962: Wally Gator (Polskie Nagrania) – listonosz[1]
- 1961: Kocia ferajna (Polskie Nagrania)
- 1960: Flintstonowie (Polskie Nagrania) –
  - dziennikarz (odc.Opieka nad dzieckiem)
  - kierowca śmieciarki (odc.Pierścionek zaręczynowy)
- 1958: Miś Yogi (Polskie Nagrania)
- 1958: Pies Huckleberry (stary dubbing)

## Reżyseria dubbingu
- 2007: Król Maciuś Pierwszy
- 2006: Pomocnik św. Mikołaja
- 2005: Przygody Goździka Ogrodnika
- 2004–2006: Na górze i na dole
- 2004: Lilli czarodziejka
- 2004: Małgosia i buciki
- 2004: Koszmarny Karolek
- 2004: Wyprawa po świąteczne pisanki
- 2004: Tom
- 2003: O rety! Psoty Dudusia Wesołka
- 2003: Andzia
- 2002: Karlsson z dachu
- 2002: Jak to działa?
- 2002: Owocowe ludki
- 2000–2001: Tata lew
- 2000: Goofy w college’u
- 2000: Łatek
- 2000: Franklin i zielony rycerz
- 2000: Spotkanie z Jezusem (wersja telewizyjna)
- 1999: Bob Budowniczy
- 1998: Papirus
- 1997: Witaj, Franklin
- 1997: Świat królika Piotrusia i jego przyjaciół
- 1996–1998: Kacper (odc. 1–26)
- 1996: Kopciuszek
- 1990–1991: Muminki
- 1991: Ali Baba
- 1990: Tukany na tropie
- 1989: Dommel
- 1985–1991: Gumisie
- 1983: Dookoła świata z Willym Foggiem
- 1983–1984: Mały rycerz El Cid
- 1981–1990: Smerfy

Również podłożył swój głos do polskiej wersji TomToma GO.